# Homer and Jethro
Homer and Jethro est un duo américain de musique country composé de Henry D. Haynes (en) (Homer) et Kenneth C. Burns (en) (Jethro), originaire de Knoxville, dans le Tennessee. Ils étaient populaires dans les années 1940 jusqu'à la fin des années 1960 pour leurs versions satiriques de chansons populaires.